# Clermont-Dessous
 Clermont-Dessous  es una población y comuna francesa, en la región de Aquitania, departamento de Lot y Garona, en el distrito de Agen y cantón de Port-Sainte-Marie.

## Demografía
| 648 | 635 | 559 | 594 | 643 | 724 |
| Para los censos de 1962 a 1999 la población legal corresponde a la población sin duplicidades (Fuente: INSEE [Consultar]) |     |     |     |     |     |